# Хаджи Евтимий
Хаджи Евтимий е български духовник, игумен на Гложенския манастир през XIX век, лечител, хирург и националреволюционер.

## Биография
Произхожда от Сопот. Още като млад монах отива в Гложенския манастир, по време на игуменството на йеромонах Йоаникий (около 1840 – 1864 г.). През 1863 г. отива на поклонение в Йерусалим и става хаджия. Поема игуменството от Йоаникий, като предаването става в присъствието на владиката Иларион Ловчански.
Хаджи Евтимий се прочува из цяла България със своите лечителски умения. Сполучливото лекуване на всевъзможни болести привлича в Гложенския манастир хора и от близки, и от далечни краища на България – от Търново, Кюстендил, София, Пловдив, дори и от Македония. Запазени са много бележки и писма с благодарствени слова от изцелените. Лекува най-сполучливо скрофули, туберкулоза, всевъзможни рани, вътрешни и външни болести, душевноболни. Същевременно е и отличен хирург. Десетилетия след него в манастира са се пазели негови хурургически инструменти и лекарства. За повече от 40 години той облекчава и удължава живота на хиляди страдащи хора, не само българи, но и турци и всякакви други народности.
Той довършва в окончателен вид килиите, построени от предшественика му Йоаникий след големия пожар в средата на века. По негово време манастирът се благоустройва, а манастирските земи значително се увеличават. Със собствени средста купува стотици декари дъбова гора в местността Азаница в съседство с манастирските владения, лозя в землищата на близки и по-далечни села, които след смъртта му остават на манастира. Турски бей подарява т.нар. Калугерска ливада от 130 декара в местността Негърщица. Хаджи Евтимий издейства от турците тапия за правото манастирските воденици да използват не само водите на река Вит, но и на всички извори, наречени „Вирите“ над село Гложене. Манастирските воденици били доста доходоносни.
Хаджи Евтимий е поборник за независима българска църква. Има документи, че още през 1868 г. населението и околните свещеници се обръщат към него за вули за венчание, а след фермана за Българската екзархия той пренебрегва Ловчанския владика, който, макар и българин, се колебае да я признае, и си присвоява правото на митрополит за околията. На него Екзархията изпраща печатни кръщелни свидетелства и вули за венчаване, за да ги раздава на свещениците из околията вместо митрополита.
Участва и в борбите за освобождаването на България от османско владичество. Той е близък приятел на Васил Левски, член на частния революционния комитет в Гложене. Не се отделя от пушката си и за да погърми, често излиза на лов из гъстите гори. Левски посещава много често манастира, където има и друг познат от Сопот, монаха Кирил, и прекарва там по няколко дена, правейки тайни срещи и съвещания. Широките връзки на хаджи Евтимий из района и сведенията му за надеждните хора спомагат за основаването на комитетите в близкото село Голям извор и на други места (там се създава и първият Окръжен революционен комитет). В манастира е запазено скривалището на Васил Левски – под килията му е имало подземен тунел, прокопан още при изграждането на манастира, чийто вход е излизал много по-долу. Посещенията на Левски са пазени в най-дълбока тайна (включително и заради гръцкия монах Иларион и манастирската прислуга), Димитър Общи не е бил посветен и затова неговото предателство не засяга директно манастира. По време на Априлското въстание и потушаването му този район гъмжи от башибозук и войска и бунт няма. За да осигури опазването на манастира от набезите хаджи Евтимий успява да издейства един „забитин турчин“ за охрана. Башибузушките орди бил спирани, но вероятно не от неговото присъствие, а от хитростта на игумена – те виждали манастира обграден отвсякъде с пропасти, а на надвесения над външния двор чардак – дулата на много пушки, поставени там нарочно, макар и стари и негодни. По време на Руско-турската война хаджи Евтимий отново успява да спаси манастира от отстъпващите турски орди: по спомените на един монах, той умело ги отпраща, внушавайки им, че руснаците всеки момент могат да дойдат, и давайки им провизии, за да отстъпят; не допуска нито един турчин в манастира.
Вече на преклонна възраст хаджи Евтимий предава игуменството на архимандрит Кирил, неговия съгражданин от Сопот. В доста дълбока старост той почива на 14 септември 1895 г.